# DCAF16
DCAF16 (англ. DDB1 and CUL4 associated factor 16) – білок, який кодується однойменним геном, розташованим у людей на 4-й хромосомі. Довжина поліпептидного ланцюга білка становить 216 амінокислот, а молекулярна маса — 24 193.
| 10         |  | 20         |  | 30         |  | 40         |  | 50         |
| ---------- |  | ---------- |  | ---------- |  | ---------- |  | ---------- |
| MGPRNPSPDH |  | LSESESEEEE |  | NISYLNESSG |  | EEWDSSEEED |  | SMVPNLSPLE |
| SLAWQVKCLL |  | KYSTTWKPLN |  | PNSWLYHAKL |  | LDPSTPVHIL |  | REIGLRLSHC |
| SHCVPKLEPI |  | PEWPPLASCG |  | VPPFQKPLTS |  | PSRLSRDHAT |  | LNGALQFATK |
| QLSRTLSRAT |  | PIPEYLKQIP |  | NSCVSGCCCG |  | WLTKTVKETT |  | RTEPINTTYS |
| YTDFQKAVNK |  | LLTASL     |  |            |  |            |  |            |

A: Аланін

C: Цистеїн

D: Аспарагінова кислота

E: Глутамінова кислота

F: Фенілаланін

G: Гліцин

H: Гістидин

I: Ізолейцин

K: Лізин

L: Лейцин

M: Метіонін

N: Аспарагін

P: Пролін

Q: Глутамін

R: Аргінін

S: Серин

T: Треонін

V: Валін

W: Триптофан

Задіяний у таких біологічних процесах, як убіквітинування білків, ацетилювання. 